# Дундгови
Дундгови (монг. Дундговь аймаг — „Средишњи Гоби“) је једна од 21 провинције у Монголији. Налази се на у централном делу земље у пустињским пределима.

## Географија
Површина провинције је 74.690 km², на којој живи 38.820 становника. Главни град је Мандалгови. Дундгови је претежно планинско-пустињски предео где доминира Гоби. Регија је изузетно сува, па стални токови одсуствују, а заступљено је неколико повремених сланих језера. Клима је оштра континентална, изразито пустињска, зими су температуре у распону од —30 °C до —35 °C, а лети до +35 °C. Провинција Дундгови је основана 1942. године и састоји се од 15 округа.